# Jacob Metius
Jacob (Jacobus ; parfois James, ou Jacques) Metius est un fabricant d'instruments hollandais et un spécialiste en polissage de lentilles optiques. Il est né et mort à Alkmaar et est le frère d'Adriaan Adriaanszoon, dit Metius. Son nom est associé à l'invention de la lunette avec Hans Lipperhey et Zacharias Janssen. On sait peu de choses sur lui avant son invention en 1608. Il est mort à Alkmaar en 1628. Metius a probablement fait plus de découvertes que celles qui lui sont attribuées, mais pour éviter que d'autres ne se les attribuent à sa mort, il les a détruites.

## Invention de la lunette

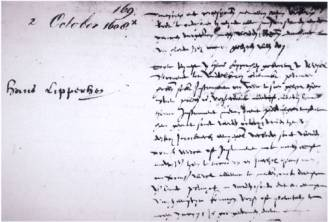
Demande de brevet de Hans Lipperhey

En octobre 1608, Jacob Metius souhaite déposer un brevet auprès des États généraux pour un objet permettant de « voir les choses lointaines comme si elles étaient proches. » Son système est constitué d'une lentille convergente et d'une lentille divergente placées dans un tube, dont le pouvoir grossissant est de 3 ou 4. Sa qualité optique est supérieure à la lunette proposée par Hans Lipperhey quelques semaines auparavant.
Metius informe les États généraux de ses connaissances en fabrication de verres optiques et suggère qu'il pourrait construire une meilleure lunette avec leur soutien financier. Cependant les États généraux semblent peu enclins à accepter et Metius interdit l'accès à sa lunette. Les États généraux accordent une petite récompense à Jacob Metius bien qu'ils choisissent Lippershey pour la réalisation de binoculaires sur le modèle de sa lunette.